# 仲井真
仲井真（なかいま）は沖縄県那覇市の地名。郵便番号は902-0074。

## 地理
那覇市真和志支所管内に位置する。国場・上間・長田、島尻郡南風原町津嘉山、豊見城市長堂・嘉数と隣接する。

## 交通

### バス
仲井真バス停が存在する。以下の路線が停車。
- 34番・東風平線（沖縄バス）
- 35番・志多伯線（沖縄バス）
- 50番・百名（東風平）線（琉球バス交通）
- 51番・百名（船越）線（琉球バス交通）
- 53番・志喜屋線（琉球バス交通）
- 54番・前川線（琉球バス交通）
- 83番・玉泉洞線（琉球バス交通）
- 100番・白川線（沖縄バス）

### 道路
- 国道329号（那覇東バイパス）
- 国道507号

## 施設
- 那覇市立仲井真中学校
- 那覇市立仲井真小学校
- 那覇警察署国場交番
- 仲井真北公園
- 仲井真南公園